# Sasserath (Bad Münstereifel)
Sasserath ist ein Stadtteil von Bad Münstereifel im Kreis Euskirchen, Nordrhein-Westfalen und gehörte zur eigenständigen Gemeinde Mutscheid, bis diese am 1. Juli 1969 nach Bad Münstereifel eingemeindet wurde.

## Lage
Der Ort liegt 12 km südlich der Innenstadt von Bad Münstereifel. Am Ort vorbei verläuft die Kreisstraße 55 von Esch nach Ohlerath. Südlich grenzt der Ort an die Ortsteile Heistert und Pitscheid in der rheinland-pfälzischen Ortsgemeinde Hümmel. Sasserath hat sechs Straßen. Im oberen Teil Hochstraße, Fasanenweg und Heckenweg, in der Dorfmitte die Lenzstraße und Heinestraße und unten die Nussbaumstraße. Der Schlittenberg des Dorfes, der zwischen Hochstraße 18 und 16 anfängt und in der Lenzstraße endet, heißt Pädchen.

## Dorfgemeinschaft
Gesellschaftlicher Mittelpunkt des Ortes ist das Dorfgemeinschaftshaus. Ursprünglich handelte es sich hierbei um ein Kühlhaus, in dem die Landwirte früher ihr Schlachtgut lagerten. Nach der Eingemeindung ging das Kühlhaus in den Besitz der Stadt Bad Münstereifel über. Anfang der 1990er Jahre war das Kühlhaus völlig verwahrlost und stand kurz vor dem Abriss. Einige engagierte Dorfbewohner gründeten sozusagen in letzter Minute einen Dorfverein, welcher das Kühlhaus langfristig mietete, es dafür aber selbst unterhalten und renovieren musste. Die Sanierung des Gebäudes geschah mit einer Handvoll engagierter Dorfbewohner in Eigeninitiative. Die Kosten hierfür wurden zum größten Teil von einzelnen Mitgliedern des Dorfvereins getragen.

## Verkehr
Die VRS-Buslinie 822 der RVK verbindet den Ort mit Bad Münstereifel und weiteren Nachbarorten, überwiegend als TaxiBusPlus im Bedarfsverkehr.
| Linie | Verlauf |
| ----- | --- |
| 822   | MiKE (außer im Schülerverkehr): (Bad Münstereifel Gewerbegeb./Ärzteh. →/ Rathaus ←) Bad Münstereifel Bf – Eifelbad – Eicherscheid – Langscheid / Vollmert – Schönau – (Mahlberg ←) Wasserscheide – Esch – Honerath – Berresheim – Hardtbrücke – Ellesheim – Mutscheid – Nitterscheid – Sasserath – Hilterscheid – Ohlerath (– Rupperath / Wershofen) |

Die Grundschulkinder werden zur katholischen Grundschule St. Helena nach Mutscheid gebracht.